# Estrella negra
Una estrella negra es un objeto gravitacional compuesto de materia. Es una alternativa teórica al concepto de agujero negro de la relatividad general. La construcción teórica fue creada mediante el uso de la teoría semiclásica de la gravedad. Una estructura similar debería existir también para el sistema de ecuaciones Einstein-Maxwell-Dirac, que es el límite (super)clásico de la electrodinámica cuántica, y para el sistema Einstein-Yang-Mills-Dirac, que es el límite (super)clásico del modelo estándar.
Una estrella negra no necesita tener un horizonte de sucesos, y puede o no ser una fase de transición entre una estrella en colapso y una singularidad. Una estrella negra se crea cuando la materia se comprime a una velocidad significativamente menor que la velocidad de caída libre de una hipotética partícula que cae al centro de su estrella, porque los procesos cuánticos crean una polarización de vacío, que crea una forma de presión de degeneración, impidiendo que el espacio-tiempo (y las partículas que contiene) ocupen el mismo espacio al mismo tiempo. Esta energía de vacío es teóricamente ilimitada, y si se acumula lo suficientemente rápido, evitará que el colapso gravitacional cree una singularidad. Esto puede implicar una tasa de colapso cada vez menor, lo que lleva a un tiempo de colapso infinito, o acercarse asintóticamente a un radio mayor que cero.
Una estrella negra con un radio ligeramente mayor que el horizonte de sucesos predicho para un agujero negro de masa equivalente aparecerá muy oscura, porque casi toda la luz producida será atraída de vuelta a la estrella, y cualquier luz que escape será severamente desplazada hacia el rojo por gravedad. Aparecerá casi exactamente como un agujero negro. Presentará radiación de Hawking, ya que los pares de partículas virtuales creados en sus inmediaciones pueden aún estar divididos, con una partícula escapando y la otra quedando atrapada. Además, creará radiación térmica planckiana que se parecerá mucho a la esperada radiación de Hawking de un agujero negro equivalente.
El interior predicho de una estrella negra estará compuesto de este extraño estado de espacio-tiempo, con cada longitud en profundidad dirigiéndose hacia adentro, apareciendo lo mismo que una estrella negra de masa y radio equivalentes con el recubrimiento quitado. Las temperaturas aumentan con la profundidad hacia el centro.